# Mieszyce
Mieszyce (biał. Мешычы, Mieszyczy; ros. Мешичи, Mieszyczi) – wieś na Białorusi, w obwodzie mińskim, w rejonie stołpeckim, w sielsowiecie Litwa, nad Usą i przy drodze republikańskiej R54.

## Historia
Pod zaborami i w II Rzeczypospolitej wieś i folwark. W XIX i w początkach XX w. położone były w Rosji, w guberni mińskiej, w powiecie mińskim, w gminie słobódzkiej.
W dwudziestoleciu międzywojennym leżały w Polsce, w województwie nowogródzkim, w powiecie stołpeckim, w gminie Rubieżewicze. W 1921 wieś i folwark liczyły łącznie 294 mieszkańców, zamieszkałych w 51 budynkach, wyłącznie Polaków. 284 mieszkańców było wyznania rzymskokatolickiego, 6 mojżeszowego i 4 prawosławnego.
W czasie II wojny światowej 4 mieszkańców miejscowości dołączyło do Zgrupowania Stołpeckiego Armii Krajowej.
Po II wojnie światowej w granicach Związku Sowieckiego. Od 1991 w niepodległej Białorusi.

## Ludzie związani z miejscowością
- Longin Kołosowski Longinus, Podbipięta (ur. w 1924 w Mieszycach) – żołnierz Armii Krajowej, powstaniec warszawski[3]